# HIAG

Приблизительное изображение логотипа, используемого организацией

Общество взаимопомощи бывших членов войск СС (нем. Hilfsgemeinschaft auf Gegenseitigkeit der Angehörigen der ehemaligen Waffen-SS (HIAG)) — лобби-группа и ветеранская организация, основанная бывшими высокопоставленными сотрудниками Ваффен-СС в Западной Германии в 1951 году. Ее главной целью было добиться юридической, экономической и исторической реабилитации Ваффен-СС. 
Для достижения этих целей организация использовала контакты с политическими партиями, применяла многовекторный исторический негационизм и пропаганду, включая периодические издания, книги и публичные выступления. Принадлежащее HIAG издательство Munin Verlag служило платформой для его пропаганды. Эта обширная работа, включающая 57 книг и более 50 лет ежемесячных периодических изданий, была охарактеризована историками как ревизионистская апология. В число руководителей и ключевых сотрудников организации входили Пауль Хауссер, Отто Кумм, Феликс Штайнер, Курт Мейер, Герберт Гилле, Йозеф «Зепп» Дитрих, Вильгельм Биттрих, Эрих Керн, и Губерт Мейер. 
Благодаря своим прочным корням в нацистском прошлом, HIAG вызывала множество споров как в Западной Германии, так и за рубежом. В своей дальнейшей истории организация ушла в открытый ультраправый экстремизм. Некоторое время HIAG находилась под наблюдением Федеральной службы защиты конституции Германии. В 1992 году она была распущена на федеральном уровне, но местные группы продолжают существовать и в XXI веке. Ее ежемесячное периодическое издание Der Freiwillige просуществовало до 2014 года. HIAG частично достигла своих целей по юридической и экономической реабилитации Ваффен-СС, ее пропагандистские усилия привели к изменению образа Ваффен-СС в массовой культуре.

## Объединение

### Организация и история
Общество было организовано бывшим бригадефюрером СС и генерал-майором войск СС Отто Куммом.

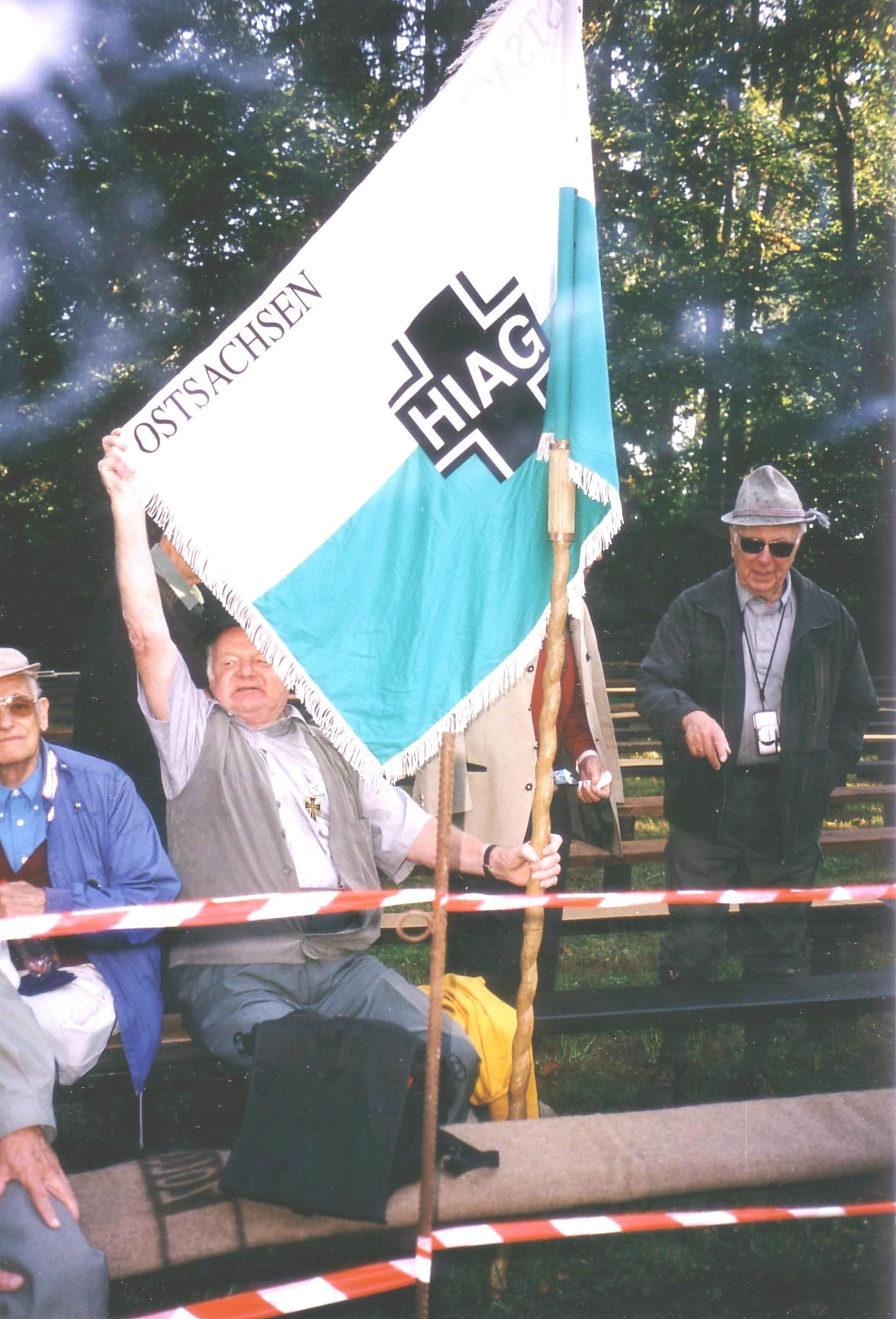
«HIAG - восточная Саксония» на встрече в Ульрихсберге в 2003 году

HIAG было сначала организовано как децентрализованная организация, однако эта структура была ликвидирована ещё в 1950-х годах. Целью «Общества взаимопомощи» было заявлено правовое уравнивание бывших членов войск СС с солдатами вермахта и реабилитация войск СС. Объединение было ведущим членом «Союза немецких солдат» и обладало большим влиянием в сети солдатских и ветеранских организаций. Организации объединения продолжают существовать и в наши дни на земельном и региональном уровне.
С ноября 1951 года появился рупор HIAG, ежемесячник под названием «Зов викинга» (нем. Wiking-Ruf). В 1956 году он был сменён также издающимся ежемесячно журналом «Доброволец» (нем. Der Freiwillige). Максимальный тираж издания достигал 12 тысяч экземпляров, в 1992 году он ещё был 8000 экземпляров. Издателем журнала был Эрих Керн. Журнал издаётся и в наши дни издательством «Munin-Verlag». Содержанием публикаций журнала является изображение войск СС нормальными войсками и военная ностальгия; вместе с тем выходят и ревизионистские статьи, касающиеся не только истории войск СС.
При роспуске федерального союза HIAG в 1992 году из него выделились двенадцать земельных союзов, двенадцать войсковых и многочисленные окружные товарищества. В последнее федеральное правление входили в 1992 году Губерт Майер, Аугуст Хоффманн и Йохан Фельде. До этого момента руководство союза было «объектом наблюдения» Федеральной службы защиты конституции Германии, и целенаправленно собиралась и оценивалась информация о соблюдении статей §§ 3, 4 Закона о защите федеральной конституции.
Некоторые земельные союзы и региональные товарищества HIAG, а также основанный в 1993 году «Фонд военных захоронений „Когда все братья молчат“» (нем. «Kriegsgräberstiftung Wenn alle Brüder schweigen») продолжают своё функционирование. Этим фондом со штаб-квартирой в Штутгарте руководит председатель Аугуст Хоффманн, представляющий председатель Хайнц Бернер и казначей Вернер Битцер. Их заявленной задачей является, в первую очередь, «поиск и уход за солдатскими могилами, особенно наших войск, внутри страны и за границей и участие в работе Народного союза Германии по уходу за военными захоронениями». 

### Непризнание военных преступлений
Непризнание и возврат обвинений в военных преступлениях является одной из главных тем HIAG. Уже название объединения является противопоставлением себя общим СС, которого на практике не существовало. Хотя название объединения относит себя к «бывшим членам войск СС» и позиционирует HIAG в качестве общества военных ветеранов, его членами были также бывшие члены соединений «Мёртвая голова» или СД. Причина в отсутствии чётких внутренних границ отдельных частей СС. Так, например, Теодор Эйке как комендант концлагеря Дахау и инспектор концентрационных лагерей участвовал в создании системы нацистских концлагерей. Позднее он стал командиром дивизии СС «Мёртвая голова», сформированной из охранников концлагерей. Традиционные встречи ветеранов дивизии в рамках HIAG имели место примерно до 1979 года.

#### Отношение к военным преступникам

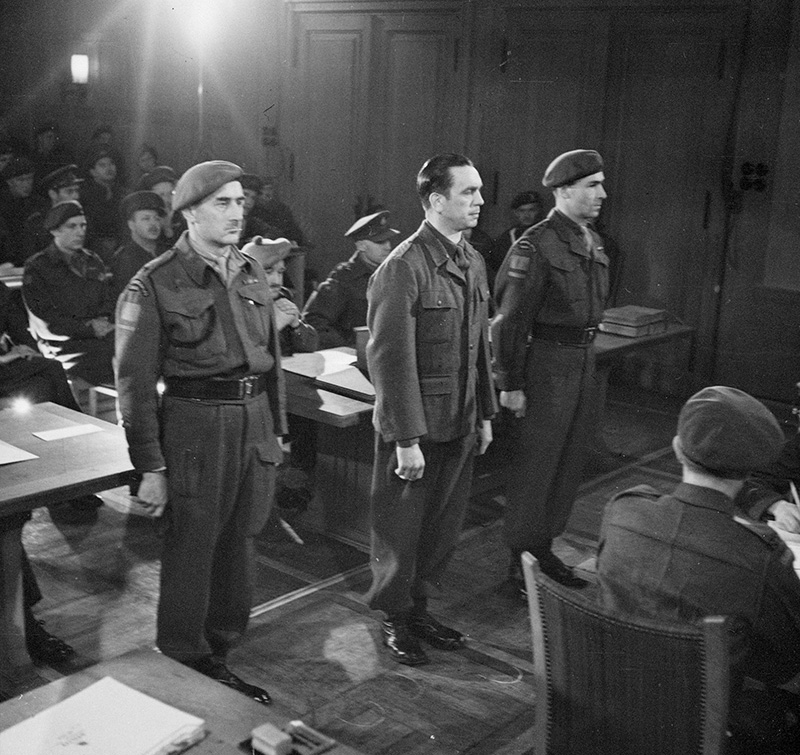
Курт Майер в суде в декабре 1945 года

Курт Майер, ставший в 1959 году пресс-секретарём HIAG отвергает критику, что HIAG представляет также соединения СС «Мёртвая голова» и СД: «Где начинается преступление, там прекращается товарищество». Против этого самопозиционирования говорит то, что Майер сам был приговорён как военный преступник за соучастие в убийстве канадских военнопленных. Также и другие функционеры HIAG, такие, как Отто Кумм, Зепп Дитрих или Рихард Шульце-Коссенс участвовали в военных преступлениях и были в своё время приговорены.
HIAG не исключило из своих рядов ни одного из командиров войск СС из-за совершённых военных преступлений или иных преступлений. В апреле 1975 года HIAG отпраздновало 80-летие генерала СС Густава Ломбарда, который использовал обозначение «разъевреивание» (нем. «Entjudung») для организованного им убийства еврейского населения оккупированных областей в Восточной Европе.